# Anatole Bouquet de La Grye
Pour les articles homonymes, voir Bouquet.
Anatole Bouquet de La Grye, né à Thiers (Puy-de-Dôme) le 29 mai 1827, mort dans le 16e arrondissement de Paris le 21 décembre 1909 et inhumé à Ambierle (Loire), est un ingénieur hydrographe français.

## Biographie
Anatole Bouquet de La Grye sort de l'École polytechnique en 1847 et devient ingénieur hydrographe. Il débute par le relevé des côtes de l'île d'Elbe, de la Toscane et une reconnaissance de la Loire-Atlantique. Il part en Nouvelle-Calédonie pour des relevés des côtes et produit 14 cartes détaillées. En 1861 il part pour Alexandrie (Égypte) pour faire les levées de la ville.
Il est connu pour être à l'origine du Grand port maritime de La Rochelle en Charente-Maritime, classé 8e port de commerce français en 2007. Après une étude des fonds de la baie de La Rochelle, en 1876, il présente son projet et  propose d’installer le nouveau port au lieu-dit « La Mare à la Besse » à l’ouest de la ville, actuellement La Pallice. Sa proposition est approuvée le 5 juillet 1879 et la loi autorisant la création du port est promulguée le 2 avril 1880. Le port de La Pallice est inauguré le 19 août 1890.
En 1884, il est élu membre de l'Académie des sciences, dont il est président en 1902. Il préside la Société astronomique de France de 1891 à 1893.
Il meurt à son domicile, 8 rue de Belloy dans le 16e arrondissement de Paris, le 21 décembre 1909. Ses obsèques sont célébrées à Saint-Pierre-de-Chaillot le 24 décembre 1909 avant son inhumation à Ambierle.
Son frère, Amédée Bouquet de La Grye (1825-1905) fut conservateur des forêts.

## Carrière
- 1847 - École polytechnique,
- 1850 - Ingénieur de 1re classe,
- 1852 - Hydrographe à l'île d'Elbe puis en Toscane,
- 1853 - Mission en Nouvelle-Calédonie,
- 1865 - Ingénieur en chef de 2e classe,
- 1891 - Directeur des services hydrographiques.
- Il fut également membre de l'Académie des sciences de 1884 à 1909 et président en 1902,
- Membre résident du Comité des travaux historiques et scientifiques, président de la Société astronomique de France (SAF) de 1892 à 1893[7].
- Membre président en 1896 de la Société de géographie.

## Œuvres
- Notice sur les travaux scientifiques de M. Bouquet de la Grye, Paris 1873.
- Liste des publications, mémoires, instruments et cartes dus à M. Bouquet de la Grye, Paris 1879.

## Nommés en son honneur
- Quai Bouquet de La Grye dans le port de la Pallice à La Rochelle.
- Rue Bouquet de La Grye à Nouméa (Nouvelle-Calédonie).
- Presqu'île Bouquet de la Grye, au centre-nord de la Grande Terre, l'île principale des Kerguelen dans le sud de l'océan Indien.